# Velvet (band)

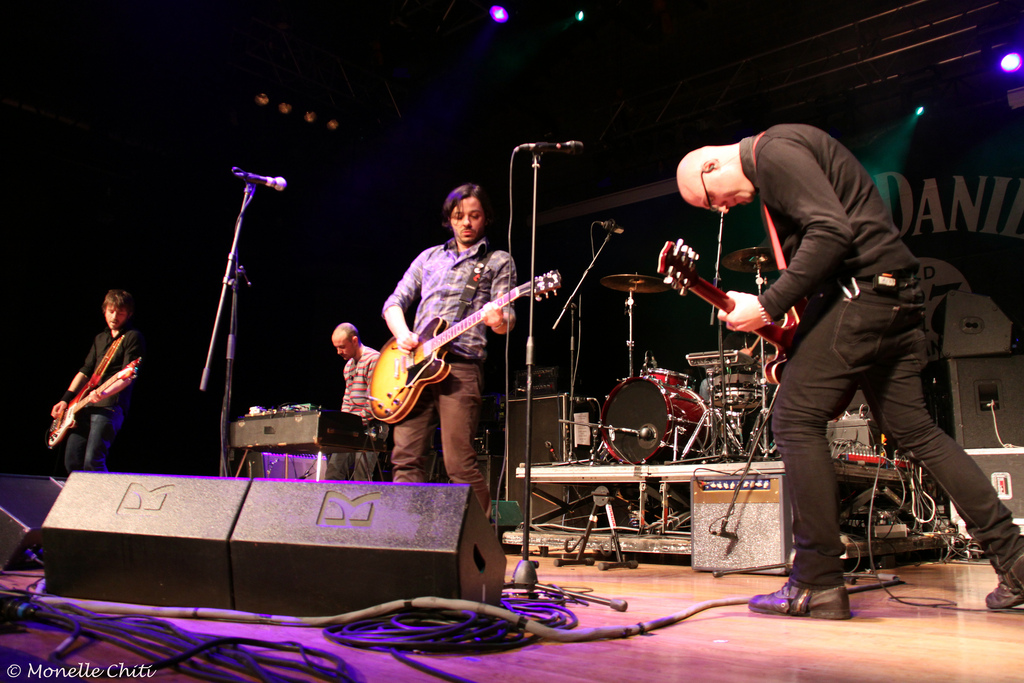
Velvet

Velvet is een muziekgroep uit Italië. De Romeinse band bestaat uit vier leden: Pierluigi Ferrantini, Giancarlo Corneta, Pierfrancesco Bazzoffi en Alessandro Sgreccia. 
Velvet is in 1998 ontstaan en vernoemd naar de kroeg waar het viertal vaak te vinden was. In 1999 tekent de band een contract met de platenmaatschappij EMI, een jaar later volgt de eerste single, Tokyo eyes. Velvet heeft in deze periode nog het "boyband-imago". In 2001 neemt het viertal voor de eerste keer deel aan het Festival van Sanremo in de categorie "giovani" (jongeren). Aansluitend op het festival verschijnt het debuutalbum Versomarte. Hetzelfde jaar heeft Velvet een enorme zomerhit met het ironische nummer Boyband. Anderhalf jaar later komt de serieuzere zijde van de band naar voren. In oktober 2002 verschijnt de hitsingle Una settimana un giorno die samen is opgenomen met de muziekveteraan Edoardo Bennato. Op het tweede album Cose comuni balanceert Velvet tussen boyband en rockband. De derde single die het album voortbrengt Funzioni primarie is echter een echt rocknummer en is een indicatie voor wat er komen gaat. 
Eind 2004 laat de band weer van zich horen. De single Luciano ti odio kondigt het derde album aan. Met 10 Motivi plaatst Velvet zich tussen andere belangrijke bands als Subsonica en Aftherhours. In 2005 wordt het album voor de tweede keer uitgebracht.  Het wordt aangevuld met twee nieuwe nummers, waaronder Dovevi dire molte cose dat de band op het Festival van Sanremo vertolkt.
Op 2 juli 2005 treedt de band op tijdens het Live 8 concert op het Circus Maximus in Rome. In februari 2007 nam Velvet voor de derde keer deel aan het Festival van Sanremo met de ballade "Tutto da rifare". Aansluitend op het festival verscheen het vierde studioalbum "Velvet". 

## Bandleden
- Giancarlo Cornetta (Rome 12 december 1970) - drums
- Pier Luigi Ferrantini (Rome 7 februari 1974) - zanger en gitaar
- Alessandro Sgreccia (Rome 8 december 1974) - gitaar
- Pierfrancesco Bazzoffi (Rome 27 april 1977) - basgitaar

## Discografie

### Albums
- Versomarte (2001)
- Cose Comuni (2002)
- 10 Motivi (2004)
- Velvet Live 4/9/2005 (2006) (iTunes)
- Velvet (2007)

### Singles
- Tokyo Eyes (2000)
- Nascosto Dietro Un Vetro (2001)
- Boyband (2001)
- Perfetto Perdente (2002)
- Una Settimana, Un Giorno (2003)
- Funzioni Primarie (2003)
- Luciano Ti Odio (2004)
- Dovevo Dirti Molte Cose (2005)
- Il Mondo E' Fuori (2005)
- Tutto da rifare (2007)
- Sei Felice (2007)